# إدي رينولدز
إدي رينولدز (بالإنجليزية: Eddie Reynolds)‏ هو لاعب كرة قدم أيرلندي، ولد في 1935، وتوفي في 1993.